# Iulian Popa
Iulian Popa (n. 20 iulie 1984, Victoria, România) este un jucător român de fotbal retras din activitate.

## Biografie
Iulian Popa s-a născut la 20 iulie 1984, la Victoria, din județul Brașov, într-o familie de intelectuali. Este al doilea din cei trei băieți ai familiei Popa.
Iulian Popa a urmat cursurile școlare în Victoria. După absolvirea cursurilor Liceului Teoretic „Ion Codru Drăgușanu” (matematică-informatică), din localitatea natală (2003), tânărul Iulian Popa a urmat cursurile Facultății de Educație Fizică și Sport a Universității „Transilvania” din Brașov.
A început activitatea competițională de fotbalist la clubul sportiv „Viromet”, din localitatea natală, care activa, în vremea respectivă, în divizia C. De atunci, a mai jucat în echipe din diviziile C, B și A, precum sunt Forex Brașov, CSM Râmnicu Vâlcea (2009-2010) și Voința Sibiu (2010-2012).
În iunie 2012, Iulian Popa a semnat un contract cu echipa FC Brașov pentru două sezoane.
În 2014-2015, a avut contract cu FC Oțelul Galați.
În 2015–2016, a jucat la FC Rapid București. După desființarea acestei echipe, s-a transferat înapoi la FC Brașov unde a jucat în Liga a II-a. După ce și acest club a fost desființat, s-a transferat la clubul recent apărut și promovat în Liga a II-a, FC Hermannstadt din Sibiu.
În anul 2021, a întemeiat, în orașul natal, o academie de fotbal care îi poartă numele: Academia de Fotbal „Iulian Popa”.